# Breugel

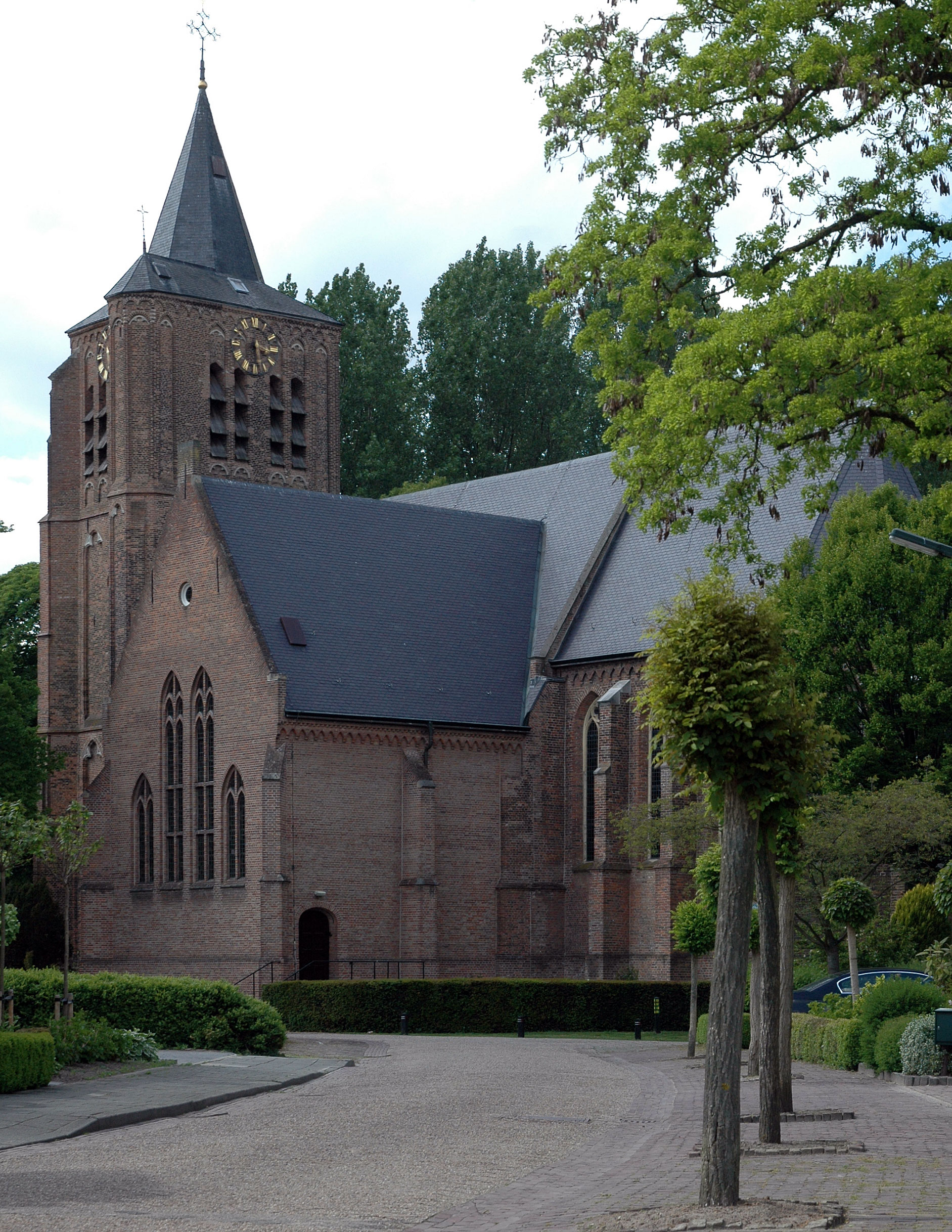
Kyrka i Breugel.

Breugel ett samhälle i Nederländerna som ligger i kommunen Son en Breugel i provinsen Noord-Brabant. Staden hade 4 750 invånare år 2007. Närmaste stora ort är Eindhoven.